# Marjorie Tallchief
Marjorie Tallchief (nacida como Marjorie Louise Tall Chief; Denver, 19 de octubre de 1926-Boca Ratón, 30 de noviembre de 2021) fue una bailarina estadounidense y miembro de la nación Osage. Era la hermana menor de la fallecida primera bailarina, Maria Tallchief, y fue la primera nativa americana en ser nombrada "première danseuse étoile" en el Ballet de la Ópera de París.

## Inicios
Tallchief nació el 19 de octubre de 1926 en Denver, Colorado, mientras que sus padres, Alexander Tall Chief y su esposa, Ruth Porter, estaban de vacaciones familiares. Vivió en Fairfax, Oklahoma hasta 1933, cuando su familia se mudó a Los Ángeles para que ella y su hermana pudieran entrenar ballet. Se entrenó con Bronislava Nijinska y David Lichine. Su padre era miembro de la nación Osage, mientras que su madre era de ascendencia escocesairlandesa.

## Carrera
Después de completar su formación en Los Ángeles, Tallchief comenzó a actuar para varias compañías de danza. En el libro American Indian Ballerinas, Lili Cockerille Livingston escribió que Tallchief tuvo su debut profesional con Lucia Chase y el Ballet Theatre de Richard Pleasant como solista, en 1944. Según la Enciclopedia de la historia y la cultura de Oklahoma, trabajó en "el American Ballet Russe de Monte Carlo (1946-1947), el Grand Ballet du Marquis de Cuevas (1948-1955), el Chicago Opera Ballet de Ruth Page (artista invitada), 1958-1962) y el Harkness Ballet (prima ballerina, 1964-1966). Sus papeles más importantes fueron en los ballets Night Shadow (1950), Annabel Lee (1951), Idylle (1954), Romeo y Juliet (1955) y Giselle (1957)".
Tallchief fue la primera estadounidense y nativa americana en ser "première danseuse étoile" del Ballet de la Ópera de París y actuó con el Grand Ballet du Marquis de Cuevas. Durante su carrera también actuó para dignatarios como los presidentes estadounidenses John F. Kennedy y Lyndon B. Johnson, y el presidente francés Charles de Gaulle. Tallchief enseñó en la Dallas Civic Ballet Academy, más tarde conocida como Dallas Ballet. Después de su retiro de los escenarios, trabajó como directora de danza para el Ballet de Dallas, la Escuela de Ballet de Chicago y el Conservatorio Harid hasta 1993. Ella y su hermana María también cofundaron el Chicago City Ballet en 1980.

## Reconocimientos
En 1991, Tallchief fue incluida en el Salón de la Fama de Oklahoma. En octubre de 1997, ella y su hermana mayor María, junto con Moscelyne Larkin, Rosella Hightower e Yvonne Chouteau, fueron nombradas Tesoros de Oklahoma en los Premios de las Artes del Gobernador.

## Vida personal
Tallchief tuvo dos hijos con su esposo, el director y coreógrafo George Skibine, con quien se casó en 1947. Vivía en Boca Ratón, Florida, donde murió el 30 de noviembre de 2021, a la edad de 95 años.